# Carex winterbottomii
Carex winterbottomii är en halvgräsart som beskrevs av Charles Baron Clarke. Carex winterbottomii ingår i släktet starrar, och familjen halvgräs. Inga underarter finns listade i Catalogue of Life.